# Amnonella plumofrontata
Amnonella plumofrontata är en tvåvingeart som beskrevs av Cherian 1992. Amnonella plumofrontata ingår i släktet Amnonella och familjen fritflugor.
Artens utbredningsområde är Meghalaya (Indien). Inga underarter finns listade i Catalogue of Life.